# Polyptychus
Genre
Polyptychus est un genre d'insectes lépidoptères de la famille des Sphingidae, de la sous-famille des Smerinthinae et de la tribu des Smerinthini. Il regroupe une trentaine d'espèces, afrotropicales pour la plupart et trois de la région indienne et du sud-est asiatique. Ce genre est vraisemblablement polyphylétique.

## Distribution
Afrique, Amérique centrale et sud-est de l'Asie.

## Description
Ces papillons de taille moyenne à grande (de 65 à 120 mm d'envergure) sont de couleur brun clair, leur tête est inhabituellement grande dans la sous-famille des Smerinthinae et l'arrière de leur abdomen est long et cylindrique.

## Biologie
Ils volent la nuit et viennent aux lumières. Ils ne semblent pas trop attirés par les fleurs, ayant une spiritrompe assez courte ou réduite. Les femelles pondent leurs œufs sur des plantes de la famille des Boraginaceae.

## Systématique
- Le genre Polyptychus a été décrit par l’entomologiste allemand Jakob Hübner en 1819[1].
- L'espèce-type est Polyptychus dentatus Cramer, 1777, des Indes.

### Synonymie
- Lycosphingia Rothschild & Jordan, 1903 (Par Jacques Pierre; 2014: 225)
- Polyptychopsis Carcasson, 1968 (Par Jacques Pierre Pierre 2014: 225)[2].

### Taxinomie
Liste des espèces
Selon Catalogue of Life (25 février 2023) :
- Polyptychus affinis Rothschild & Jordan, 1903 - Afrique
- Polyptychus andosa (Walker 1856)
- Polyptychus anochus Rothschild & Jordan 1906
- Polyptychus auriguttatus Gehlen, 1934
- Polyptychus aurora Clark 1936
- Polyptychus baltus Pierre 1985
- Polyptychus barnsi) Clark 1926
- Polyptychus baxteri Rothschild & Jordan 1908
- Polyptychus bernardii Rougeot 1966
- Polyptychus carteri (Butler, 1882) - Afrique de l'Ouest
- Polyptychus chinensis Rothschild & Jordan, 1903 -  Chine, Taiwan, Iles Ryukyu
- Polyptychus claudiae Brechlin, Kitching & Cadiou, 2001
- Polyptychus coryndoni Rothschild & Jordan 1903
- Polyptychus dentatus(Cramer, 1777) - Sri Lanka, Inde et Pakistan
- Polyptychus distensus Darge 1990
- Polyptychus enodia (Holland 1889)
- Polyptychus girardi Pierre 1993
- Polyptychus guessfeldtii (Dewitz, 1879) - Acanthosphinx guessfeldti syn. ancien
- Polyptychus hamatus (Dewitz, 1879) - Lycosphingia hamatus syn. ancien
- Polyptychus herbuloti Darge 1990
- Polyptychus hollandi Rothschild & Jordan 1903
- Polyptychus lagnelae Pierre 2014
- Polyptychus lapidatus Joicey & Kaye 1917
- Polyptychus marshalli Rothschild & Jordan, 1903
- Polyptychus murinus Rothschild 1904
- Polyptychus nigriplaga Rothschild & Jordan 1903
- Polyptychus orthographus Rothschild & Jordan 1903
- Polyptychus paupercula Holland 1889
- Polyptychus potiendus Darge 1990
- Polyptychus retusus Rothschild & Jordan, 1908
- Polyptychus rougeoti Carcasson 1968
- Polyptychus sinus Pierre 1985
- Polyptychus thihongae Bernardi 1970
- Polyptychus trilineatus Moore, 1888 - Inde - Vietnam et sud de la Chine
- Polyptychus trisecta (Aurivillius 1901) - seule espèce européenne
- Polyptychus wojtusiaki Pierre, 2001

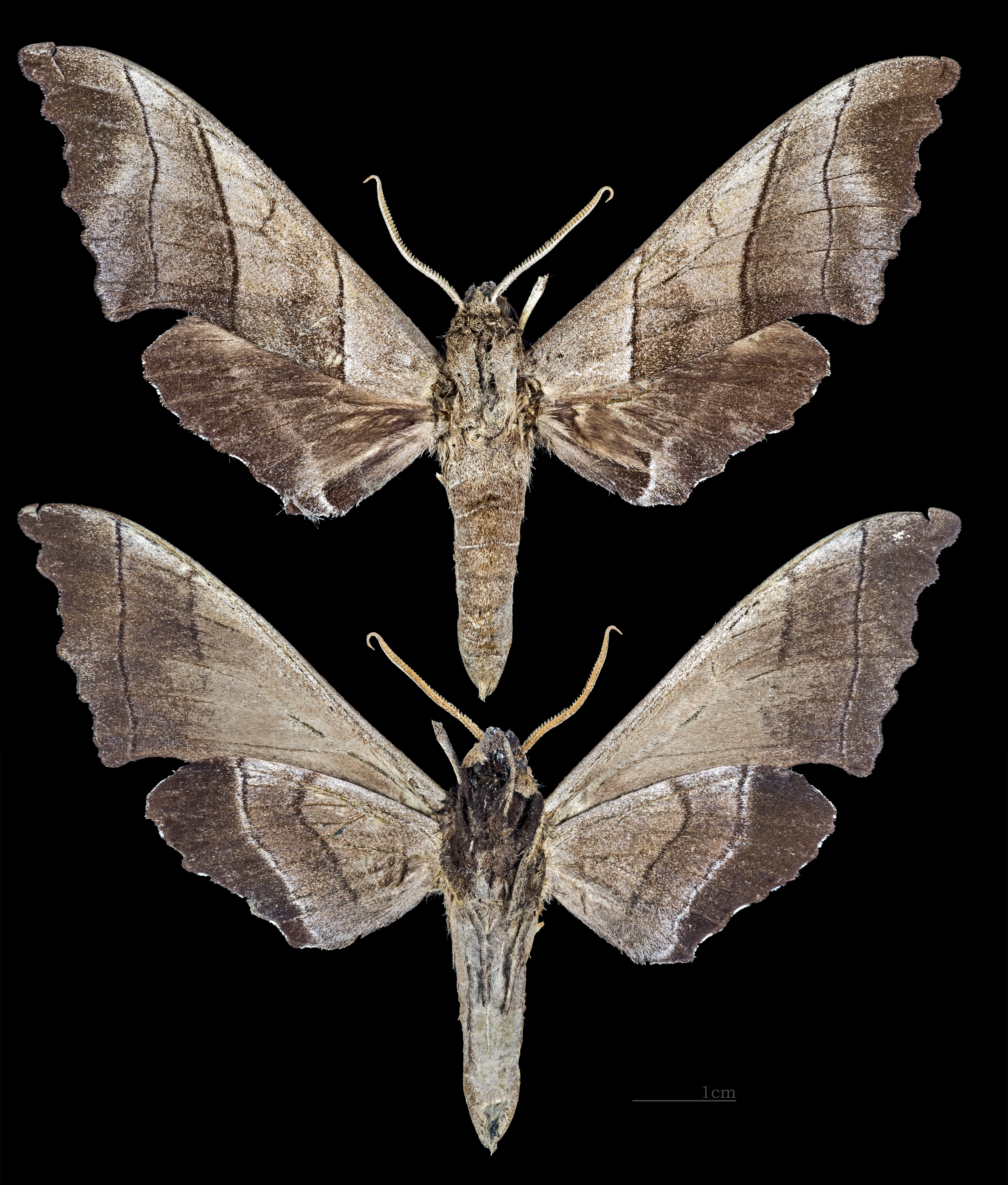
Polyptychus chinensis MHNT
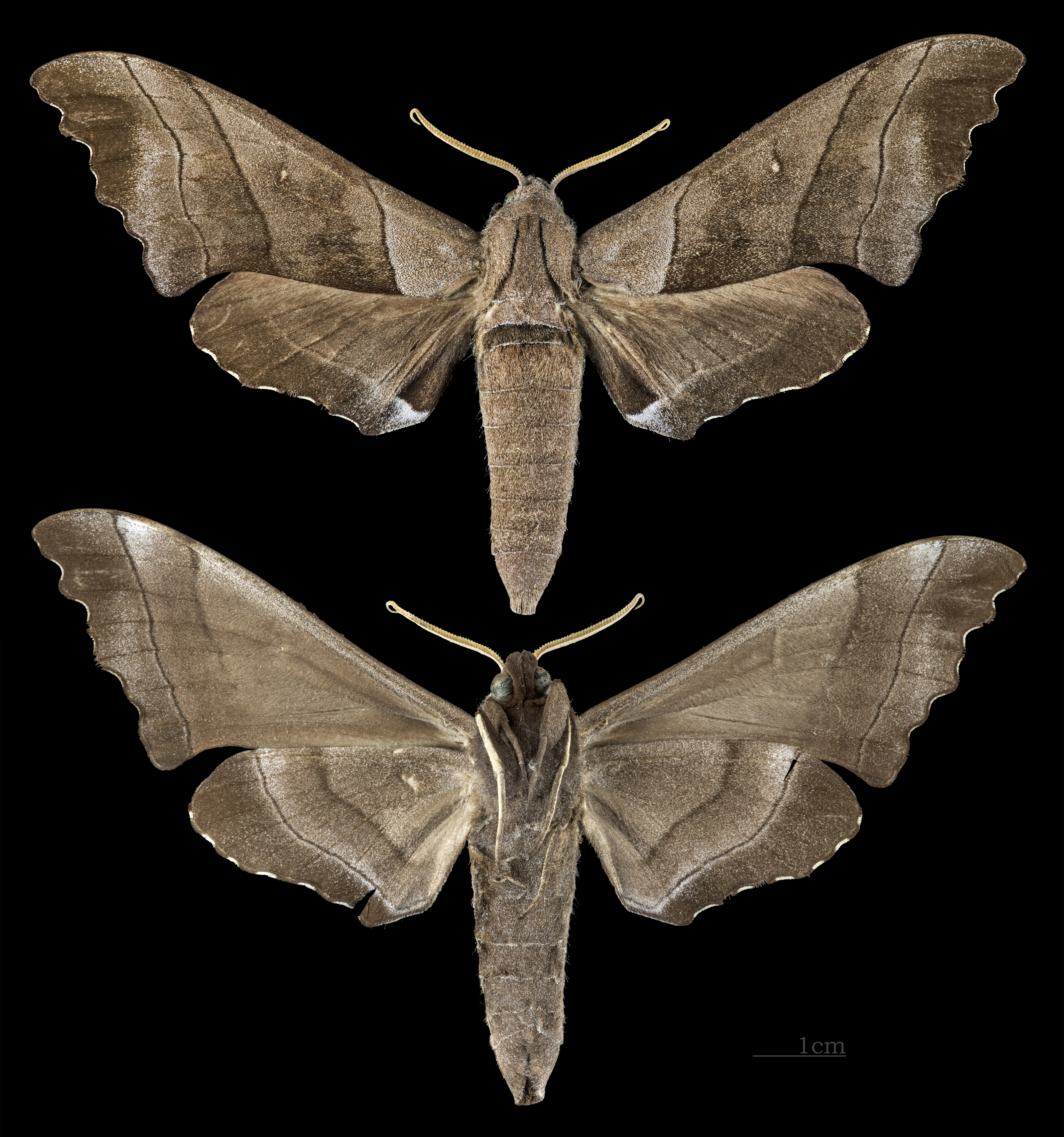
Polyptychus trilineatus  MHNT